# Nordiska biskopskonferensen
Nordiska biskopskonferensen (latin: Conferentia Episcopalis Scandiae) är ett samarbetsorgan för de tolv romersk-katolska biskoparna i Norden, som grundades 1960 i Bergen, Norge. Den 19 januari 1985 godkändes konferensens stadgar av Vatikanen. Dessa stadgar ger biskopskonferensen samma behörighet som de olika nationella katolska konferenserna runt om i världen.
Generalsekretariatet är beläget i Köpenhamn, Danmark. Nuvarande[när?] ordförande är biskop Anders Arborelius från katolska kyrkan i Sverige genom Stockholms katolska stift.

## Historik
Nordiska biskopskonferensen grundades den 4 maj 1960 i Bergen. Den 19 januari 1985 godkändes konferensens stadgar av Vatikanen.

## Organisation
Konferensens högsta beslutande organ är plenarmötet, som sammankallas två gånger per år. Dessutom finns det ständiga rådet som förbereder plenarmötena och avgör brådskande ärenden. Generalsekretariatet finns i Köpenhamn. Nuvarande ordförande för konferensen är den svenske biskopen Anders Arborelius.
De cirka 300 000 katolikerna i Norden är fördelade på sju stift:
- Stockholms katolska stift
- Helsingfors katolska stift
- Köpenhamns katolska stift
- Oslo katolska stift
- Trondheims katolska stift
- Tromsø katolska stift
- Reykjaviks katolska stift